# Surface mouillée
Dans le domaine nautique, la surface mouillée est la surface de la coque en contact avec l'eau.
Dans le domaine de l'aviation, la surface mouillée est la surface qui est en contact avec le flux d'air extérieur. Elle influe sur le coefficient de trainée de l'appareil au travers de la friction dans la Couche limite.